# Ontherus azteca
Ontherus azteca là một loài bọ cánh cứng trong họ Bọ hung (Scarabaeidae).